# Karl Zoeppritz
Karl Bernhard Zoeppritz, född 22 oktober 1881 i Heidenheim an der Brenz, Tyskland, död 20 juli 1908, var en tysk seismolog, som studerade hur snabbt vågor från en jordbävning rör sig. Utifrån detta kunde han sedan se att P-vågor och S-vågor rörde sig olika snabbt, vilket visar att jordens inre inte är homogent.

## Biografi
Zoeppritz studerade naturvetenskap och geologi vid universitetet i München och Freiburg och avslutade 1905 sin utbildning vid universitetet i Freiburg med en doktorsavhandling om geologin i en del av de schweiziska Alperna. Efter doktorsexamen klarade Zoeppritz, sommaren 1906 i Karlsruhe, Oberlehrerexamen, ett lärarintyg som gjorde det möjligt för honom att föreläsa vid ett universitet. 
Sommaren 1908 dog Zoeppritz, vid 26 års ålder, efter att ha kämpat mot en infektionssjukdom under flera månader. Han utförde allt sitt arbete i Göttingen på bara två år, men mycket av det lämnades opublicerat vid tiden för hans död. Mycket av det opublicerade arbetet reviderades och publicerades av Wiechert, Gutenberg och Geiger, med hans viktigaste arbete som beskrev reflektion och överföring av seismiska vågor i elastiska medier - Zoeppritz-ekvationerna - som inte publicerades förrän 1919.
År 2002 började det tyska geofysiska samfundet (DGG) dela ut Zoeppritzpriset till framstående unga geofysiker.

## Vetenskapligt arbete
Zoeppritz blev intresserad av tillämpningen av fysik i geologi, men geofysikområdet var fortfarande i sin linda. Den enda platsen i Tyskland där Zoeppritz specifikt kunde studera geofysik var vid universitetet i Göttingen, som assistent i den inflytelserika Emil Wiecherts forskargrupp.
Med hjälp av Wiecherts teoretiska arbete och data från jordbävningar, såsom jordbävningen i Kangra 1905, jordbävningen i Kalabrien 1905 och jordbävningen i San Francisco 1906, var Zoeppritz viktigaste tidiga bidrag konstruktionen av rörelsetidskurvor - och deras tillhörande hastighetsdjupfunktioner - för P-vågor, S-vågor och ytvågor, som för första gången visade att kroppsvågor reflekteras och konverteras vid diskontinuiteter. Dessa kurvor användes senare av andra medlemmar i forskargruppen, Ludwig Carl Geiger och Beno Gutenberg, samt den brittiske astronomen och seismologen Herbert Hall Turner vid International Seismological Summary. Det relaterade illa ställda inversa problemet med att härleda en diskret hastighetsfördelning, som representerar jordskorpans och mantelns lager, löstes av Göttingen-matematikern Gustav Herglotz.
Zoeppritz använde Wiecherts arbete och fortsatte med att härleda en komplett uppsättning överförings- och reflektionskoefficienter för en planvåg som närmar sig en diskontinuitet. Zoeppritz var inte den förste som matematiskt beskrev detta fenomen eftersom den brittiska seismologen Cargill Gilston Knott 1899 använde ett annat tillvägagångssätt för att härleda Knotts ekvationer, men detta var fortfarande okänt i Tyskland på 1920-talet. Ekvationerna som Zoeppritz beskrev är nu uppkallade efter honom (Zoeppritz ekvationer) och används i stor utsträckning i reflektionsseismologi (särskilt amplitud kontra offset), för ett antal applikationer inklusive kolväteutforskning.